# Кайманови костенурки
Каймановите костенурки (Chelydridae) са разнородно семейство влечуги от разред Костенурки (Testudines). Съдържа два вида, всеки от които принадлежи към собствен род. Понякога към семейството се причислява и голямоглавата костенурка (Platysternon megacephalum), но обикновено този вид се отделя в собствено семейство.
Това са едри костенурки, с масивно тяло и сравнително голяма глава. Размерите на главата, както и на крайниците, не позволяват пълното им прибиране в черупката. Карапакса е сплеснат, почти правоъгълен по форма, с три ясно изразени кила (гребенести образувания). Пластронът е доста редуциран. И трите вида притежават дълги опашки, съизмерими с дължината на карапакса. Обитават сладководни водоеми.

## Размери
Това са едни от най-големите представители на разреда. Така например Алигаторовата костенурка Macrochelys temminckii е най-едрата сладководна костенурка, достигаща на дължина до 80 cm и тегло до 80 kg.

## Разпространение
Представителите на семейство Chelydrinae са обитатели на Северна Америка.
В Северна Америка, Азия и Европа са намерени фосилни останки на представители от семейството на каймановите костенурки, в много по-широк ареал от съвременния.

## Местообитание
И трите вида в семейството обитават сладки води, но различни биотопи. Каймановата костенурка (Chelydra serpentina) предпочита пресни или бракични води. Алигаторовата костенурка (Macrochelys temminckii) може да бъде открита както в чисти реки и езера, така и в блата.

## Репродуктивни особености
Всеки вид притежава собствено и характеристично репродуктивно поведение.

## Начин на хранене
Това са предимно хищници, въпреки че Chelydra serpentina може да се опише и като всеядна.

## Класификация на семейството до родове
Emarginachelys cretacea е описан по фосилни останки, открити в Монтана, САЩ и датирани като най-ранните известни за семейството – от късна креда. Друг вид описан от запазена фосилна находка е Protochelydra zangerli от Северна Дакота, САЩ датирана от Плеистоцен. Карапакса на Protochelydra е по-силно изпъкнал в сравнение с този на съвременния представител Chelydra, което може да се обясни с наличието на хищници, хранещи се с костенурки по това време. Друг род – Chelydropsis, съдържа само няколко известни представителя от Евразия, живели от Олигоцен до Плеистоцен.
Семейство Кайманови костенурки
- Род †Acherontemys
- Род †Chelydrops
- Род †Chelydropsis
- Род †Emarginachelys
- Род †Macrocephalochelys
- Род †Planiplastron
- Подсемейство Chelydrinae
  - Род †Protochelydra
  - Род Chelydra
  - Род Macrochelys